# Čao Chung-ču
Čao Chung-ču (čínsky pchin-jinem Zhào Hóngzhù, znaky zjednodušené 赵洪祝, tradiční 趙洪祝; * 1. července 1947) je bývalý čínský komunistický politik. Začínal na vojenské farmě pro chov koní ve Vnitřním Mongolsku, pak přešel do stranických funkcí. Do vysoké politiky se dostal koncem 90. let, když byl jmenován náměstkem ministra kontroly (1998–2002), poté zástupcem vedoucího organizačního oddělení ÚV KS Číny (2002–2007), tajemníkem četiangského provinčního výboru KS Číny (2007–2012) a nakonec tajemníkem sekretariátu ÚV a prvním zástupcem tajemníka Ústřední komise pro kontrolu disciplíny Komunistické strany Číny (obojí 2012–2017).
V širším vedení komunistické strany byl členem stálého výboru ústřední komise pro kontrolu disciplíny (1997–2007 a 2012–2017) a členem ústředního výboru (2007–2017).

## Život
Čao Chung-ču se narodil 1. července 1947 v okrese Ning-čcheng na jihovýchodě Vnitřního Mongolska. Od roku 1965 sloužil v armádě, postupně jako pastevec, pracovník zdravotní kliniky, politický pracovník a nakonec vedoucí politického oddělení vojenské farmy pro chov koní v Zalantunu na severovýchodě Vnitřního Mongolska (v ajmagu Chölönbujr). Roku 1969 vstoupil do Komunistické strany Číny. Roku 1976 přešel do regionální administrativy, na místo předsedy úřadu pro správu pastvin ajmagu Chölönbujr. Od roku 1980 pracoval v organizačním oddělení výboru KS Číny v ajmagu Chjangan, poté byl zástupcem tajemníka výboru KS Číny v korouhvi Džalajd. V letech 1983–1985 studoval na ústřední stranické škole, poté se vrátil do vedení komunistické strany Chjanganu.
V roce 1992 opustil Vnitřní Mongolsko a nastoupil do výzkumného úřadu Ústřední komise pro kontrolu disciplíny Komunistické strany Číny. V roce 1994 se stal vedoucím všeobecného úřadu komise, poté vedl kádrový úřad komise (1994–1996), pak opět řídil všeobecný úřad komise. V letech 1998–2000 přešel do vlády na místo náměstka ministra kontroly. Od roku 2000 byl zástupcem vedoucího organizačního oddělení ÚV KS Číny. Současně byl po XV. sjezdu KS Číny v září 1997 zvolen členem stálého výboru ústřední komise pro kontrolu disciplíny (znovuzvolen 2002).
V březnu 2007 byl zvolen tajemníkem četiangského provinčního výboru KS Číny místo Si Ťin-pchinga přeloženého do Šanghaje. Od ledna 2008 do ledna 2013 také předsedal čeťiangskému provinčnímu lidovému shromáždění. Na XVII. sjezdu KS Číny v listopadu 2012 byl zvolen členem ústředního výboru (znovuzvolen 2012).
Na závěr XVIII. sjezdu KS Číny v listopadu 2012 byl zvolen tajemníkem sekretariátu ústředního výboru a členem stálého výboru a prvním zástupcem tajemníka ústřední komise pro kontrolu disciplíny. Následně v prosinci 2012 předal řízení stranické organizace v Če-ťiangu do rukou Sia Pao-lunga. Počítán byl mezi politiky vyzdvižené do vedení KS Číny Si Ťin-pchingem.
Na XIX. sjezdu KS Číny v říjnu 2017 pro vysoký věk odešel ze všech stranických funkcí a úřadů na penzi.